# Harvey Nichols
Harvey Nichols Group Ltd. – sieć brytyjskich luksusowych domów towarowych, z których najważniejszy zlokalizowany jest w Londynie, przy ulicy Knightsbridge. 
Początki przedsiębiorstwa sięgają 1813 roku, gdy Benjamin Harvey otworzył w Londynie sklep z płóciennymi tkaninami. W 1820 roku biznes przejęła jego córka, która weszła w spółkę z pułkownikiem Nicholsem, rozszerzając asortyment o jedwabie i inne orientalne towary luksusowe. W 1880 roku ukończono, istniejący nadal, dom towarowy przy londyńskiej ulicy Knightsbridge.
W 1919 roku Harvey Nichols został wykupiony przez przedsiębiorstwo Debenhams, a w 1985 roku stał się częścią Burton Group. W 1991 roku dom towarowy przejęty został przez spółkę Dickson Concepts. W 1996 roku Harvey Nichols został spółką akcyjną, notowaną na londyńskiej giełdzie. W tym samym roku w Leeds otwarto pierwszy należący do przedsiębiorstwa dom towarowy poza Londynem. W 2003 roku przedsiębiorstwo wycofano z giełdy.
W 2011 sieć liczyła kilkanaście domów towarowych, zlokalizowanych w Wielkiej Brytanii (Londyn, Bristol, Manchester, Edynburg, Birmingham, Leeds – ten ostatni był pierwszym poza Londynem, otwarto go na terenie Victoria Quarter), Arabii Saudyjskiej (Rijad), Chinach (Hongkong), Irlandii (Dublin), Turcji (Ankara, Stambuł) oraz Zjednoczonych Emiratach Arabskich (Dubaj).